# 1218 Aster

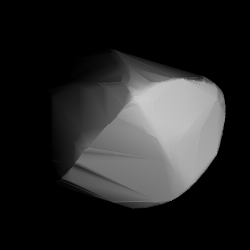
Falto um pouco de características na imagem porém pelo aspecto tá ótimo falta detalhes só isso

Aster (asteróide 1218) é um asteróide da cintura principal, a 2,0175249 UA. Possui uma excentricidade de 0,1085226 e um período orbital de 1 243,54 dias (3,41 anos).
Aster tem uma velocidade orbital média de 19,79878159 km/s e uma inclinação de 3,16065º.
Esse asteróide foi descoberto em 29 de Janeiro de 1932 por Karl Reinmuth.